# La Maison ensorcelée
La Maison ensorcelée è un cortometraggio muto del 1908 scritto e diretto da Segundo de Chomón, prodotto dalla Pathé Frères. È il remake di The Haunted Hotel di James Stuart Blackton del 1907.

## Trama
Tre viandanti sorpresi da una tempesta si rifugiano in una casa isolata. Una volta entrati accadono cose inspiegabili: valigie che si spostano da sole, sedie che scompaiono, vestiti che prendono vita. Teiera, tazze e coltello si animano per preparare la colazione. Il letto diventa l'unica speranza per cercare di difendersi dalle presenze spettrali che invadono la stanza, almeno finché dalla finestra non appare una gigantesca strega.